# До свидания, синефилы
«До свидания, синефилы» (укр. До побачення, сінефіли) — украинский документально-игровой фильм 2014 года. Режиссёрский дебют киноведа и кинокритика Станислава Битюцкого.
Премьера состоялась 28 октября 2014 года на кинофестивале «Молодость» (секция «Украинские премьеры»).

## Сюжет
Это история о людях, влюблённых в кино, и стране, переживающей трудные времена. Группа друзей, познакомившихся несколько лет на  кинофестивале, собирается провожать одного из них в Белград. Так начинается их путешествие: от личных воспоминаний к воспоминаниям о своей стране, от маленькой тёмной комнаты к тайне киевской ночи. Их последняя остановка — прощальная вечеринка, где реальность и кино вновь становятся единым целым.

## В ролях
- Станислав Битюцкий — Стас
- Ольга Коваленко — Оля
- Александр Телюк — Саша

## Восприятие
Фильм-участник основного конкурса секции документального кино МКФ «Зеркало» (куратор Виталий Манский).
В 2021 году фильм Битюцкого вошёл в список 100 лучших фильмов в истории украинского кино по версии национальных кинокритиков (72-е место).
По мнению рецензента журнала «Искусство кино» Юлии Коваленко: «Эта маленькая, всего в час длиной, картина говорит о том, обсуждений чему нет конца и края. За простотой дружеской беседы, за полумрачными кадрами или за предельной условностью сюжета скрываются необъятные для слов вопросы — о природе кино, о любви к кино, об идентичности, о действительности, о времени». Автор интернет-портала Cineticle Максим Селезнёв отметил: «Здесь формулируется последняя утопия — вернуть собственную забытую историю через чистые формы кинематографа, наследующие люмьеровской безыскусности». Негативно оценил его Сергей Кудрявцев, поставив 1 балл из 10 и назвав «т. н. фильмом».